# ماريانا كادينا
ماريانا كادينا (بالإسبانية: Mariana Cadena)‏ هي لاعبة كرة قدم مكسيكية، ولدت في 13 فبراير 1995 في مونتيري في المكسيك.